# هيرويوكي تومينغا
هيرويوكي تومينغا (7 أكتوبر 1973 بكيوتو في اليابان - ) (بالكانا:とみなが ひろゆき) هو لاعب كرة سلة ياباني في مركز الوسط.

## وصلات خارجية
- هيرويوكي تومينغا على موقع الاتحاد الدولي لكرة السلة (الإنجليزية)
- هيرويوكي تومينغا على موقع كرة السلة الأوروبية.كوم (الإنجليزية)
- هيرويوكي تومينغا على موقع ريلجم (الإنجليزية)
- هيرويوكي تومينغا على موقع بروبوليرز (الإنجليزية)